# Alois Mrštík

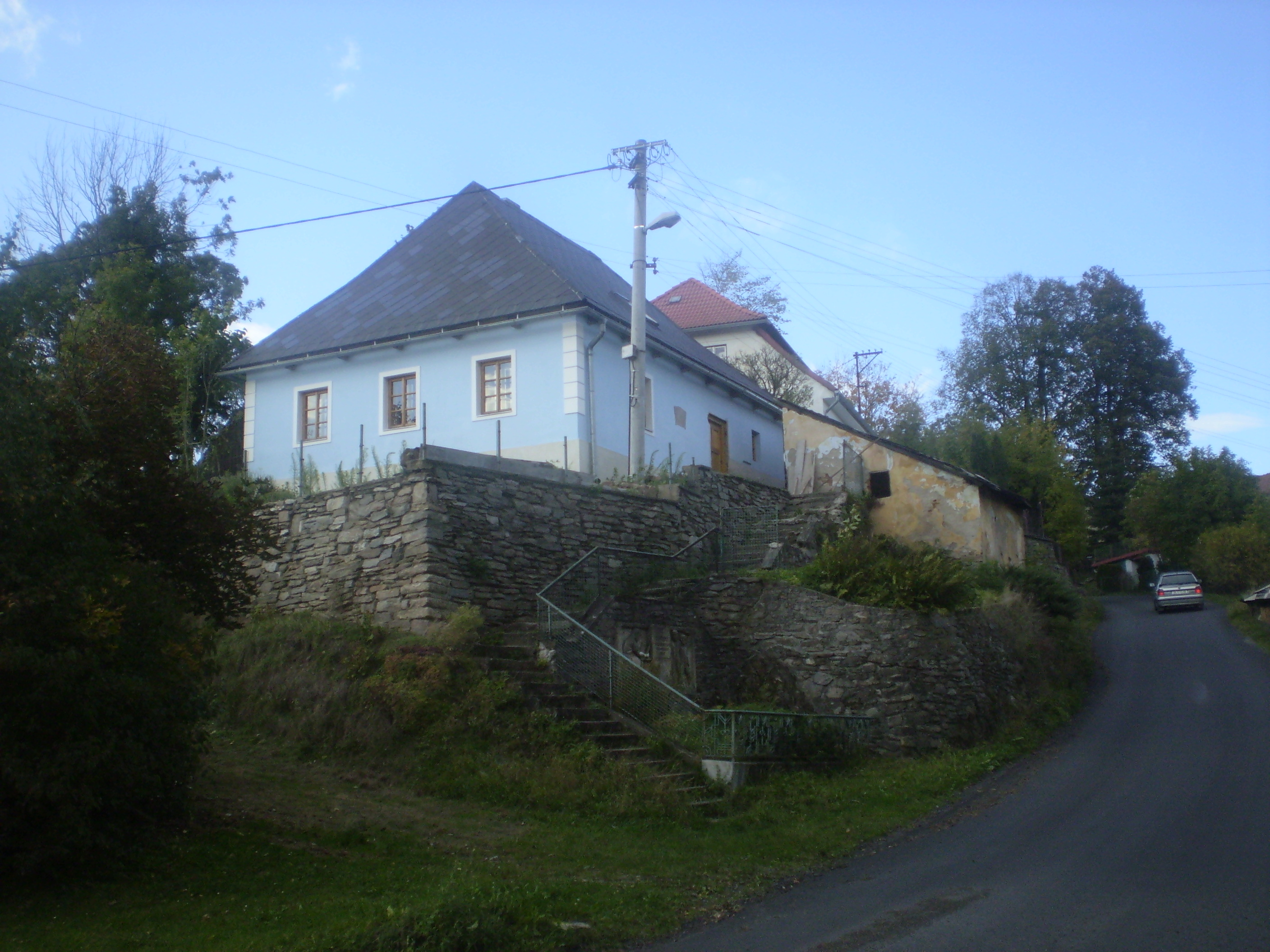
Rodný dům v Jimramově

Alois Mrštík (14. října 1861 Jimramov – 24. února 1925 Brno) byl moravský učitel, spisovatel a dramatik.

## Život a tvorba

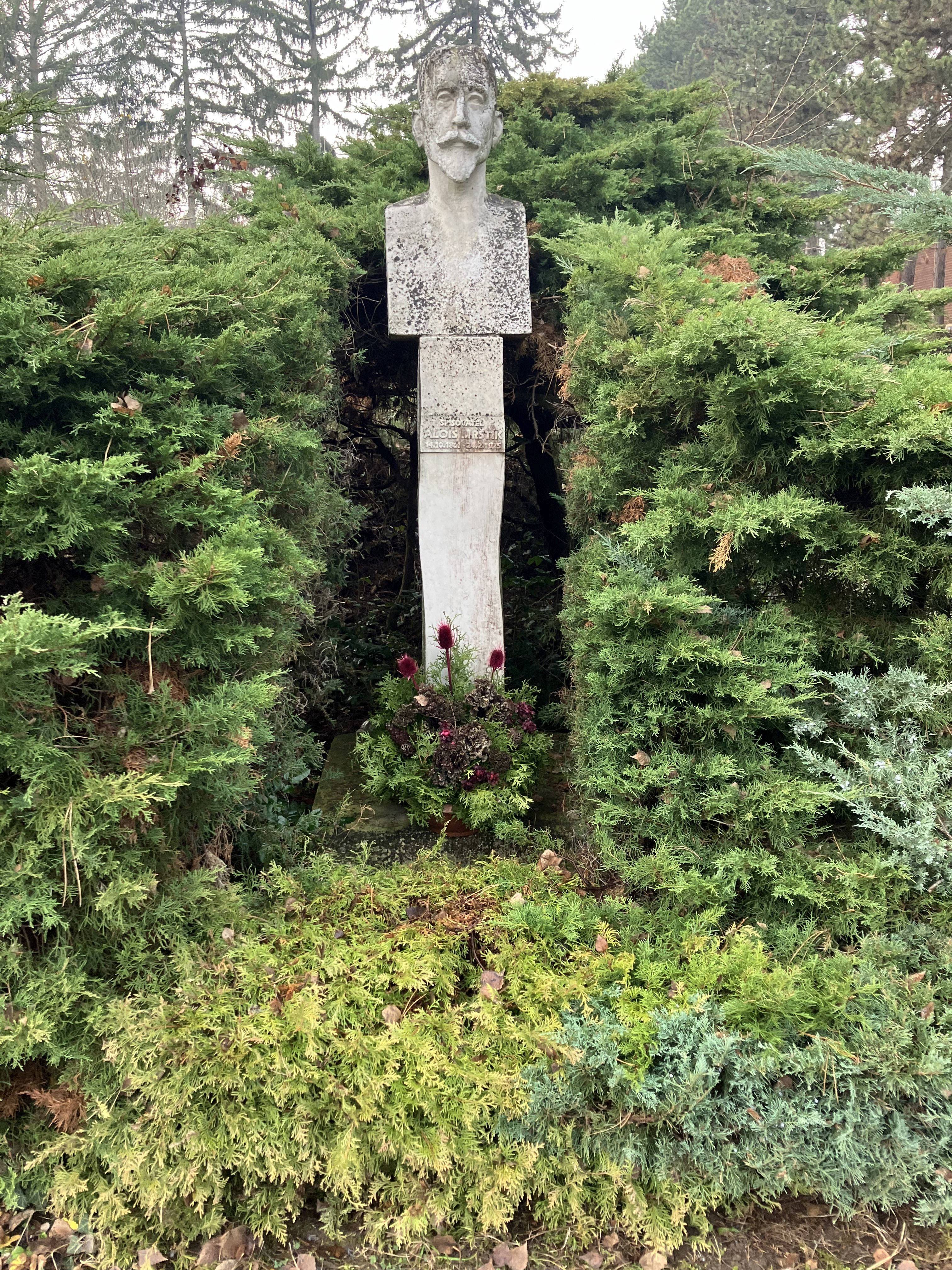
Hrob Aloise Mrštíka na Ústředním hřbitově v Brně

Narodil se 14. října 1861 v Jimramově na Českomoravské vrchovině v rodině obuvníka Aloise Mrštíka (1834–1918) a švadleny Františky, roz. Elisové. Byl nejstarší ze čtyř sourozenců: O dva roky mladší Vilém (1863–1912) se stal významným prozaikem, autorem impresionisticky laděných románů, cestopisných črt a realistických povídek, mladšími bratry byli František (1865–1909), magistr farmacie, a Norbert (1867–1905) lékař, překladatel z ruštiny, polštiny a fejetonista.
Roku 1869 přesídlili Mrštíkové do Ostrovačic u Brna a roku 1874 se znovu stěhovali – za studiem bratří do Brna. Alois tam dostudoval reálku a poté učitelský ústav. Po absolvování studia v roce 1881 dostal místo podučitele v Lískovci u Brna. Rok poté už působil jako řádný učitel postupně v Rakvicích, Hrušovanech u Brna a v Těšanech. Roku 1889 byl jmenován správcem školy v Divákách u Hustopeče, kde se natrvalo usadil. Alois Mrštík měl dva syny: nemanželského Františka (nar. 1882, matka Magdaléna Smržová z Lískovce) a se svou ženou Marií, roz. Bezděkovou z Kobylí (oženil se s ní r. 1901 v Kobylí), syna Karla (nar. 1905). Vedle své sedmadvacetileté literární činnosti redigoval s bratrem Vilémem v letech 1907 až 1910 Moravsko-slezskou revui. Roku 1920 odešel Alois Mrštík na odpočinek. Ve své obci Diváky se stal vyhlášeným včelařem. Zemřel v únoru 1925 po tyfové nákaze v Zemské nemocnici v Brně.
Alois Mrštík vstoupil do literatury prózami uveřejňovanými ve Vesně a Národních novinách. Přispíval do Moravské orlice, Zlaté Prahy, Světozoru, Národních listů, Máje aj. Jeho literární prvotinou byla sbírka črt a povídek Dobré duše. K jednomu z vrcholů jeho tvorby patří drama Maryša, vzniklé ve spolupráci s bratrem Vilémem. Námět si Alois přivezl z Těšan a původně jej zamýšlel zpracovat jako román, ale Vilém ho přemluvil k dramatu. V bratrské spolupráci vznikla i kniha Bavlnkovy ženy a jiné povídky. Z dlouhodobého pobytu v Divákách na pomezí Slovácka a Hané čerpá Alois ve svém největším, devítisvazkovém díle Rok na vsi, kronika moravské dědiny. Desetiletá práce byla završena opět bratrskou spoluprací, když se na konečném znění Roku na vsi zčásti podílel i Vilém. Následujícími Aloisovými literárními díly byly Povídky a obrázky, Hore Váhom (obrazy z Tater) a Nit stříbrná (sbírka povídek, vzpomínek, črt a obrázků z cest po jihu). Zásluhy Aloise Mrštíka o českou literaturu byly oceněny členstvím v České akademii věd a umění, jejímž řádným členem byl zvolen 17. června 1924.
Byl pohřben na Ústředním hřbitově v Brně, v roce 1996 však byla urna s ostatky však odcizena. Na jejím místě následně vytvořil sochař Zdeněk Řehořík novou portrétní bustu. Hrob Aloise Mrštíka se nachází v Čestné aleji, skupina H5, č. 386 (původně byla urna uložena na jiných místech Ústředního hřbitova). Na náhrobní desce hrobu v Divákách, kde je pohřben jeho bratr Vilém, je uvedeno i Aloisovo jméno a podobenka. Proto bývá divácký hrob někdy chybně uváděn i jako Aloisovo místo pohřbení.

## Dílo

### Beletrie
- Dobré duše – povídky (1. vyd. 1893)
- Bavlnkovy ženy a jiné povídky – spolu s Vilémem Mrštíkem (1. vyd. 1897)[12]
- Rok na vsi – románová kronika (1. knižní vyd. 1903–1904, původně vydáván v Čechových Květech (1899–1902)[13]
- Povídky a obrázky (1. vyd. 1911)
- Hore Váhom – obrazy z Tater (1. vyd. 1919)[14]
- Nit stříbrná – sbírka 49 povídek, vzpomínek, črt a obrázků z cest po jihu (1. vyd. 1926)
- Moravské obrázky – k vydání připravil Miloslav Hýsek (1949)[15]

### Divadelní hry
- Maryša: drama v pěti jednáních s proměnou: děj na moravské dědině – spolu s bratrem Vilémem. Praha: Jan Otto, 1894

### Ostatní
- Úvaha o našem obecném školství – Olomouc: vlastním nákladem, 1886
- Povídky hraběte Lva Nikolajeviče Tolstoje – přeložil; ilustroval Karel Ladislav Thuma. Velké Meziříčí: J. F. Šašek, 1889
- Hospodářské vztahy k umění: přednáška ve spolku Vesně v Brně dne 3. března r. 1909 – spolu s bratrem Vilémem. Brno: Vesna, 1909
- X. výstava Sdružení výtvarných umělců moravských: Dům umělců v Hodoníně: od 4. května do 31. července 1913 – úprava katalogu Stanislav Lolek; napsal úvodní text. Hodonín: Sdružení výtvarných umělců moravských, 1913
- Vzkříšení národa – in Mládí: obrázkové noviny pro mládež, dorost sokolský a studentstvo, 1919, č. 4, s. 25–26